# Francisco González Metilli
Francisco González Metilli (Tandil, 29 marzo 1997) è un calciatore argentino, centrocampista del Belgrano.

## Carriera
Cresciuto nel settore giovanile del Santamarina, ha esordito in prima squadra il 14 marzo 2016, disputando l'incontro di Primera B Nacional perso per 0-2 contro il Nueva Chicago. Nell'arco di quattro anni, totalizza 60 presenze e 4 reti con la maglia dei gialloneri.
Il 21 gennaio 2019 viene acquistato dall'Argentinos Juniors e 8 giorni dopo ha debuttato in Primera División, nell'incontro perso per 2-0 contro il Colón (SF). In seguito viene girato in prestito all'Estudiantes (BA) e al Tigre in seconda divisione. Nel gennaio 2022 viene prestato al Central Córdoba (SdE), in massima serie.

## Statistiche

### Presenze e reti nei club
Statistiche aggiornate al 27 giugno 2022.
| Stagione                | Squadra                 | Campionato              | Campionato | Campionato | Coppe nazionali | Coppe nazionali | Coppe nazionali | Coppe continentali | Coppe continentali | Coppe continentali | Altre coppe | Altre coppe | Altre coppe | Totale | Totale |
| Stagione                | Squadra                 | Comp                    | Pres       | Reti       | Comp            | Pres            | Reti            | Comp               | Pres               | Reti               | Comp        | Pres        | Reti        | Pres   | Reti   |
| ----------------------- | ----------------------- | ----------------------- | ---------- | ---------- | --------------- | --------------- | --------------- | ------------------ | ------------------ | ------------------ | ----------- | ----------- | ----------- | ------ | ------ |
| 2016                    | Santamarina             | PN                      | 6          | 0          |                 | -               | -               |                    | -                  | -                  |             | -           | -           | 6      | 0      |
| 2016-2017               | Santamarina             | PN                      | 20         | 0          | CA              | 1               | 0               |                    | -                  | -                  |             | -           | -           | 21     | 0      |
| 2017-2018               | Santamarina             | PN                      | 21         | 1          |                 | -               | -               |                    | -                  | -                  |             | -           | -           | 21     | 1      |
| 2018-gen. 2019          | Santamarina             | PN                      | 12         | 3          |                 | -               | -               |                    | -                  | -                  |             | -           | -           | 12     | 3      |
| Totale Santamarina      | Totale Santamarina      | Totale Santamarina      | 59         | 4          |                 | 1               | 0               |                    | -                  | -                  |             | -           | -           | 60     | 4      |
| gen.-giu. 2019          | Argentinos Juniors      | PD                      | 1          | 0          | CA              | 1               | 0               | CS                 | 0                  | 0                  |             | -           | -           | 2      | 0      |
| 2019-2020               | Estudiantes (BA)        | PN                      | 20         | 7          | CA              | 4               | 0               |                    | -                  | -                  |             | -           | -           | 24     | 7      |
| 2020-2021               | Estudiantes (BA)        | PN                      | 10         | 1          |                 | -               | -               |                    | -                  | -                  |             | -           | -           | 10     | 1      |
| Totale Estudiantes (BA) | Totale Estudiantes (BA) | Totale Estudiantes (BA) | 30         | 8          |                 | 4               | 0               |                    | -                  | -                  |             | -           | -           | 34     | 8      |
| 2021                    | Tigre                   | PN                      | 28         | 1          | CA              | 3               | 0               |                    | -                  | -                  |             | -           | -           | 31     | 1      |
| 2022                    | Central Córdoba (SdE)   | PD                      | 5          | 1          | CA+CdL          | 1+14            | 0+2             |                    | -                  | -                  |             | -           | -           | 20     | 3      |
| Totale carriera         | Totale carriera         | Totale carriera         | 123        | 14         |                 | 24              | 2               |                    | 0                  | 0                  |             | -           | -           | 147    | 16     |